# Districten van Tanzania
Tanzania is verdeeld in 31 regio's (mkoa), die weer zijn onderverdeeld in 169 districten van Tanzania. De huidige indeling kwam tot stand in 2016, toen Songwe werd afgesplitst van Mbeya. 

Kaart van de districten

## Lijst van districten per regio

### Arusha
- Arumeru
- Arusha (district)
- Arusha
- Karatu
- Longido
- Meru (district)
- Monduli
- Ngorongoro

### Dar es Salaam
- Ilala
- Kigamboni
- Kinondoni
- Temeke
- Ubungo

### Dodoma
- Bahi
- Chamwino
- Chemba
- Dodoma (district)
- Dodoma
- Kondoa (district)
- Kondoa
- Kongwa
- Mpwapwa

### Geita
- Geita (district)
- Geita
- Bukombe
- Chato
- Mbogwe
- Nyang'hwale

### Iringa
- Iringa (district)
- Iringa
- Kilolo
- Mafinga
- Mufindi

### Kagera
- Biharamulo
- Bukoba (district)
- Bukoba
- Karagwe
- Kyerwa
- Missenyi
- Muleba
- Ngara

### Kaskazini Pemba (Zanzibar)
- Micheweni
- Wete

### Kaskazini Unguja (Zanzibar)
- Kaskazini A
- Kaskazini B

### Katavi
- Mpanda (district)
- Mpanda
- Mlele
- Tanganyika

### Kigoma
- Buhigwe
- Kakonko
- Kasulu (district)
- Kasulu
- Kibondo
- Kigoma (district)
- Kigoma Ujiji
- Uvinza

### Kilimanjaro
- Hai
- Moshi (district)
- Moshi
- Mwanga
- Rombo
- Same
- Siha

### Kusini Pemba (Zanzibar)
- Chake Chake
- Mkoani

### Kusini Unguja (Zanzibar)
- Kati
- Kusini

### Lindi
- Kilwa
- Lindi (district)
- Lindi
- Liwale
- Nachingwea
- Ruangwa

### Manyara
- Babati (district)
- Babati
- Hanang
- Kiteto
- Mbulu (district)
- Mbulu
- Simanjiro

### Mara
- Bunda (district)
- Bunda
- Butiama
- Musoma (district)
- Musoma
- Rorya
- Serengeti
- Tarime (district)
- Tarime

### Mbeya
- Busokelo
- Chunya
- Kyela
- Mbarali
- Mbeya (district)
- Mbeya
- Rungwe

### Mjini Magharibi (Zanzibar)
- Magharibi
- Mjini

### Morogoro
- Gairo
- Kilombero
- Kilosa
- Malinyi
- Morogoro (district)
- Morogoro
- Mvomero
- Ulanga

### Mtwara
- Masasi (district)
- Masasi
- Mtwara (district)
- Mtwara
- Nanyumbu (district)
- Nanyumba
- Newala (district)
- Newala
- Tandahimba

### Mwanza
- Ilemela
- Kwimba
- Magu
- Misungwi
- Nyamagana
- Sengerema
- Ukerewe

### Njombe
- Njombe (district)
- Njombe
- Wanging'ombe
- Makambako
- Makete
- Ludewa

### Pwani
- Bagamoyo
- Kibaha
- Kibiti
- Kisarawe
- Mafia
- Mkuranga
- Rufiji

### Rukwa
- Kalambo
- Nkasi
- Sumbawanga (district)
- Sumbawanga

### Ruvuma
- Madaba
- Mbinga (district)
- Mbinga
- Namtumbo
- Nyasa
- Ruvuma (district)
- Songea (district)
- Songea
- Tunduru

### Shinyanga
- Bukombe
- Kahama
- Kishapu
- Msalala
- Shinyanga (district)
- Shinyanga
- Ushetu

### Simiyu
- Bariadi (district)
- Bariadi
- Busega
- Itilima
- Maswa
- Meatu

### Singida
- Ikungi
- Iramba
- Itigi
- Manyoni
- Mkalama
- Singida (district)
- Singida

### Songwe
- Ileje
- Mbozi
- Momba
- Songwe

### Tabora
- Igunga
- Kaliua
- Nzega (district)
- Nzega
- Sikonge
- Tabora (district)
- Tabora
- Urambo
- Uyui

### Tanga
- Handeni (district)
- Handeni
- Kilindi
- Korogwe (district)
- Korogwe
- Lushoto
- Mkinga
- Muheza
- Pangani (district)
- Tanga